# Porter J. McCumber

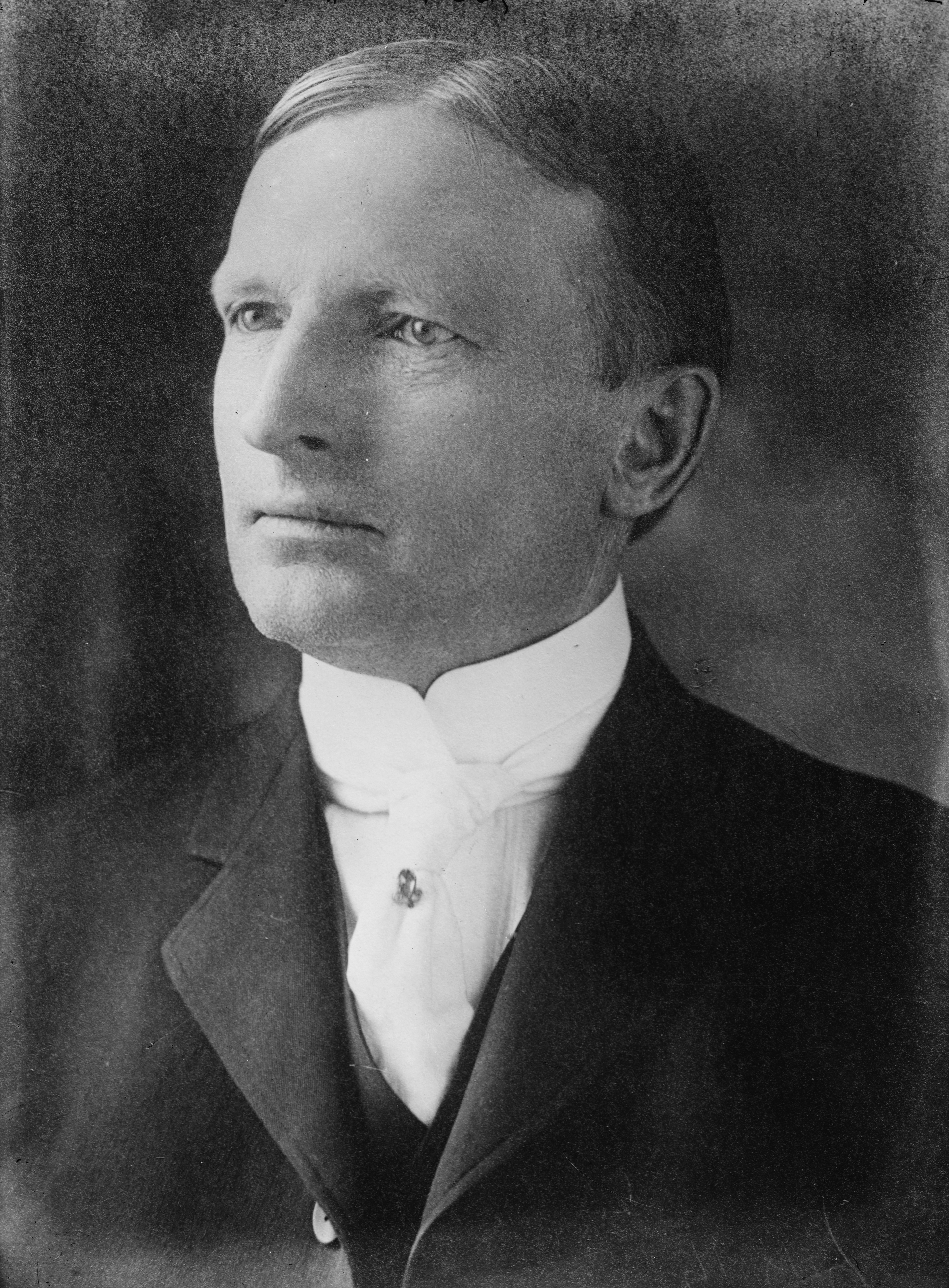
Porter James McCumber

Porter James McCumber, född 3 februari 1858 i Crete, Illinois, död 18 maj 1933 i Washington, D.C., var en amerikansk republikansk politiker. Han representerade delstaten North Dakota i USA:s senat 1899-1923. Han var ordförande i senatens finansutskott 1921-1923.
McCumber avlade 1880 juristexamen vid University of Michigan. Han inledde 1881 sin karriär som advokat i Dakotaterritoriet.
McCumber blev 1899 invald i senaten. Han besegrade sittande senatorn William N. Roach i senatsvalet. Han omvaldes tre gånger.
Boies Penrose, som var ordförande i senatens finansutskott, avled i december 1921. McCumber efterträdde honom som ordförande i finansutskottet. McCumber efterträddes 1923 som senator av Lynn Frazier. Reed Smoot valdes till finansutskottets ordförande.